# Suður-Þingeyjarsýsla
Suður-Þingeyjarsýsla è una contea islandese, situata nella regione di Austurland. Questa contea ha una superficie di 11.134 km2 e, nel 2011, aveva una popolazione di 1 387 abitanti. Le principali risorse economiche della contea sono l'agricoltura e il turismo. Il capoluogo della contea è Þingeyjarsveit.

## Municipalità
La contea è situata nella circoscrizione del Norðausturkjördæmi e comprende un solo comune comune:
- Tjörnes
- Skútustaðir
- Þingeyjarsveit